# Elżbieta Jolanta Bombik
Elżbieta Jolanta Bombik – doktor habilitowana w dziedzinie nauk rolniczych w dyscyplinie zootechnika. Profesor Uniwersytetu Przyrodniczo-Humanistycznego w Siedlcach. Od 2013 roku Przewodnicząca Siedleckiego Koła Polskiego Towarzystwa Zootechnicznego. 

## Życiorys
W 1997 roku uzyskała stopień doktora nauk rolniczych w dyscyplinie zootechnika na podstawie rozprawy zatytułowanej „Skład mineralny tkanek zająca szaraka (Lepus europaeus Pallas) jako wskaźnik zasobności środowiska przyrodniczego” napisanej pod kierunkiem prof. dr hab. Andrzeja Kryńskiego. Stopień doktora habilitowanego nauk rolniczych w dyscyplinie zootechnika uzyskała w 2012 roku na podstawie dzieła pt. „Badania nad bioakumulacją metali ciężkich i fluoru u przeżuwaczy w rejonie Pomorza Środkowego”.

## Działalność naukowa
Jej działalność naukowa skupia się głównie wokół tematyki dotyczącej wpływu uwarunkowań środowiskowych na zawartość makro- i mikroelementów, metali ciężkich, profilu kwasów tłuszczowych, gospodarkę biochemiczną zwierząt zarówno hodowlanych, jak i wolno żyjących oraz oceny zmian liczebności i poziomu eksploatacji populacji wybranych gatunków zwierząt łownych w użytkowanych łowiecko okręgach Polskiego Związku Łowieckiego środkowo-wschodniej Polski. Jest autorką publikacji naukowych z tego zakresu w wydawnictwach naukowych znajdujących się w bazie Web of Science.

## Nagrody i odznaczenia
Odznaczona Medalem Srebrnym Za Długoletnią Służbę oraz Medalem za Zasługi dla Siedleckiej Uczelni.